# Esteban Vizcarra
Esteban Vizcarra (Belén de Escobar, Buenos Aires Argentina; 11 de abril de 1986) es un futbolista argentino. Juega como mediocampista y su actual equipo es el Persib Bandung de la Superliga de Indonesia. Comenzó a jugar al fútbol en el Club Sportivo Escobar de su ciudad natal.

## Actualmente
Se encuentra tramitando la nacionalización indonesio.

## Clubes
| Club                    | País      | Año             |
| ----------------------- | --------- | --------------- |
| Huracán                 | Argentina | 2006 - 2007     |
| Huracán de Tres Arroyos | Argentina | 2008            |
| Douglas Haig            | Argentina | 2009            |
| Madura United FC        | Indonesia | 2009 - 2010     |
| Semen Padang FC         | Indonesia | 2010 - 2015     |
| Arema Cronus            | Indonesia | 2016 - 2017     |
| Sriwijaya FC            | Indonesia | 2018 - 2019     |
| Persib Bandung          | Indonesia | 2019 - Presente |